# Eupithecia olivocostata
Eupithecia olivocostata är en fjärilsart som beskrevs av William Schaus 1913. Eupithecia olivocostata ingår i släktet Eupithecia och familjen mätare. Inga underarter finns listade i Catalogue of Life.